# 費西夫卡
51°3′16″N 33°18′4″E / 51.05444°N 33.30111°E
費西夫卡（烏克蘭語：Фесівка）是位於烏克蘭東北部的村莊，由蘇梅州科諾托普區的波皮夫卡市鎮負責管轄。該村處於羅緬河左岸，距離涅哈伊夫卡7公里，海拔高度154米，2001年人口144。